# 190년 중국

## 연호
- 후한(後漢) 초평(初平) 원년

## 기년
- 후한(後漢) 헌제(獻帝) 2년

## 사건
- 1월 1일은 음력 12월 9일이다.
- 2월 19일(음력 윤 12월 27일, 무술(戊戌)일), 사도 황완은 태위가 되었고, 사공 양표는 사도가 되었으며, 광록훈(光祿勳) 순상(荀爽)은 사공이 되었다.[1]
- 2월 23일이 음력 1월 1일이다.
- 음력 1월, 산동(山東)의 주군(州郡)이 병사를 일으켜 동탁을 치려고 하였다.[2]  백파적이 동군(東郡)에 쳐들어왔다.[3]
- 3월 4일(음력 1월 10일, 신해(辛亥)일), 후한, 크게 사면을 내렸다.[4]
- 3월 26일(음력 2월 3일, 계유(癸酉)일), 동탁이 흥농왕(弘農王)을 죽였다.[5]
- 3월 28일(음력 2월 5일, 을해(乙亥)일), 태위 황완·사도 양표가 면직되었다.[6]
- 4월 2일(음력 2월 10일, 경진(庚辰)일), 동탁이 성문교위(城門校尉) 오경(伍瓊)·독군교위(督軍校尉) 주비(周珌)를 죽였다.  광록훈(光祿勳) 조겸(趙謙)이 태위가 되고, 태복(太僕) 왕윤(王允)이 사도가 되었다.[7]
- 4월 9일(음력 2월 17일, 정해(丁亥)일), 후한은 장안(長安)으로 천도하였다.[8]
- 4월 27일(음력 3월 5일, 을사(乙巳)일), 헌제가 장안 미앙궁(未央宮)으로 들어갔다.[9]
- 5월 1일 (음력 3월 9일, 기유(己酉)일), 동탁은 낙양의 궁궐과 종묘 및 민가에 불을 지르게 했다.[10]
- 5월 10일(음력 3월 18일, 무오(戊午)일), 동탁이 태전(太傅) 원외(袁隗)·태복 원기(袁基)를 죽이고,  그 일족을 멸하였다.[11]
- 음력 5월, 사공 순상이 서거하였다.[12]
- 6월 22일(음력 5월 2일) 또는 8월 21일(음력 7월 3일) 신축(辛丑)일[13]), 광록대부 종불(種拂)이 사공이 되었다.[14]
- 음력 6월, 대홍려(大鴻臚) 한융(韓融)·소부(少府) 음수(陰脩)·집금오(執金吾) 호모반(胡母班)·장작대장(將作大匠) 오수(吳脩)·월기교위(越騎校尉) 왕괴(王瓌)가 곧 관동(關東)[15]에 이르렀다.  후장군(後將軍) 원술(袁術)·하내태수(河內太守) 왕광(王匡)이 각기 일을 맡아, 이들을 죽였고, 오직 한융만이 화를 면했다. 동탁은 오수전(五銖錢)을 없애고 고쳐, 소전(小錢)을 주조하게 하였다.[16]
- 채옹은 화제(和帝)의 묘호인 목종(穆宗), 안제(安帝)의 묘호 공종(恭宗), 순제(順帝)의 묘호 경종(敬宗), 환제(桓帝)의 묘호 위종(威宗)을 모두 없애자고 건의하였으며, 이것이 받아들여져 그대로 시행되었다.[17]
- 어비류 · 좌가려의 난

## 탄생
- 마속(馬謖)

## 사망
- 원기(袁基)
- 원외(袁隗)
- 음수(陰脩)